# مجزرة عائلة النوافلة (13 أكتوبر 2023)
مجزرة عائلة النوافلة (13 أكتوبر 2023) هي مجزرةٌ ارتكبها سلاح الجوّ الإسرائيلي حينما أغارَ بسلسلة غارات على منزل يتبع لعائلة النوافلة في مدينة غزة خلال يوم الجمعة الموافق 13 أكتوبر 2023، استهدفت هذه الغارات المنزل السكني الذي يعيش فيه كافة أفراد العائلة. هذه المجرزة واحدة من ضمن سلسلة مجازر ارتكبها الاحتلال الإسرائيلي خلال الحرب الفلسطينية الإسرائيلية بعد عملية طوفان الأقصى التي شنتها المقاومة، تسبّبت هذه المجزرة الإسرائيليّة والتي استهدفت منزل يضم عدد من المدنيين بارتقاء أكثر من 9 شهداء من عائلة النوافلة وجميعهم من عائلة واحدة.

## خلفية الحدث
في ساعاتِ الصباح الأولى من يوم السابع من أكتوبر 2023 أطلقت حركة المقاومة الإسلامية حماس عبر ذراعها العسكري كتائب الشهيد عز الدين القسام عملية طوفان الأقصى وذلك ردًا على الاعتداءات الإسرائيلية وتدنيس الأقصى والاستمرار في الاستيطان، كما أكّد على ذلك محمد الضيف القائد العام للقسّام والذي أعطى إشارة انطلاق العمليّة التي شهدت اقتحامًا من المقاومين لمستوطنات غلاف غزة ونجحوا في قتلِ عدد كبيرٍ من الجنود الإسرائيلين، وأسر عشرات آخرين كما استطاعوا خلال ساعات قطع عشرات الكيلومترات ووصلوا لمستوطنات أبعد من تلك المحيطة والقريبة من قطاع غزة.
استمرَّت الاشتباكات بين الجيش الإسرائيلي وبين المقاومين في عديد من المستوطنات وعلى رأسها مستوطنة سديروت. الرد الإسرائيلي على هذه العمليّة جاء من خلال شنّ سلاح الجو الإسرائيلي عشرات الغارات العشوائيّة على القطاع متسبّبة في مقتل عشرات المدنيين وتدمير البنية التحتية لمدن القطاع، ليصل حد فرض إغلاق شامل وقطع متعمد لكل الخدمات من ماء وكهرباء وغاز، وهو ما هدَّد حياة أكثر من مليونَي فلسطيني يعيشُ داخل القطاع الذي يُعاني أصلًا من تبعات الحصار الخانق عليهم منذ ستة عشر عاماً.

## الضحايا
- عدي ثامر عبدالرحمن النوافلة
- أحمد فهد عبدالرحمن النوافلة
- عبد رامي الخالدي النوافلة
- رامي أيمن الخالدي النوافلة
- نافذ عبدالمهدي الخالدي النوافلة
- علاء وليد آل فياض النوافلة
- عبدالله وليد آل فياض النوافلة
- آدم وليد آل فياض النوافلة
- مفهد المغاري النوافلة